# 尼古拉斯·德·彼罗拉
尼古拉斯·德·彼羅拉（1839年1月5日—1913年6月23日），秘魯總統，1879年至1881年、1895年至1899年在任。
1879年硝石戰爭爆發，彼羅拉利用總統馬里亞諾·伊格納西奧·普拉多出訪歐洲求援的機會發動政變篡位。但隨著秘魯軍隊在戰場上節節敗退，他被迫於1881年辭職。1895年彼羅拉再次政變推翻安德烈斯·阿維利諾·卡塞雷斯，二度擔任總統至1899年。